# Cecilia Norrbom
Cecilia Norrbom, född 28 januari 1988, är en svensk långdistanslöpare.
Vid Europamästerskapen i Amsterdam år 2016 deltog Norrbom i halvmaraton och kom där in på en 76:e plats på tiden 1:19:19.
Vid friidrotts-VM i Doha i oktober 2019 deltog Norrbom i maraton, men var tvungen att bryta loppet efter drygt 25 km.

## Personliga rekord
| Utomhus - 1 500 meter – 4:35,65 (Karlstad, Sverige 27 juli 2016) - 3 000 meter – 9:35,39 (Huddinge, Sverige 19 augusti 2015) - 3 000 meter – 9:37,53 (Saint-Niklaas, Belgien 2 augusti 2017) - 5 000 meter – 16:23,26 (Stockholm, Sverige 18 augusti 2016) - 10 000 meter – 34;16,21 (Allerød, Danmark 14 maj 2016) - 10 km landsväg – 33:49 (Laredo, Spanien 17 mars 2019) - Halvmaraton – 1:14:37 (Berlin, Tyskland 7 april 2019) - Maraton – 2:35:56 (Valencia, Spanien 2 december 2018) - 2 000 meter hinder – 7:10,00 (Uddevalla, Sverige 24 augusti 2007) - 2 000 meter hinder – 7:11,93 (Göteborg, Sverige 7 juli 2006) - 3 000 meter hinder – 11:01,06 (Stockholm, Sverige 7 augusti 2012) | Inomhus - 1 500 meter – 4:39,56 (Sätra, Sverige 5 februari 2012) - 3 000 meter – 9:33,04 (Norrköping, Sverige 16 februari 2019) |